# 4288 Tokyotech
4288 Tokyotech, also known as 1989 TQ1, là một small asteroid được phát hiện bởi Takuo Kojima ngày 8 tháng 10 năm 1989 ở Chiyoda.